# Сан-Клементе (острів)
Сан-Клементе — найпівденніший з Нормандських островів Каліфорнії. Він належить і експлуатується ВМС США і є частиною округу Лос-Анджелес. Він управляється ВМС Коронадо. Її довжина — 21 милю, а суша — 147,13 км². За підрахунками перепису, у 2018 році на острові проживало 148 військових та цивільного персоналу.